# Collegio elettorale di Alghero (Camera dei deputati)
Il collegio di Alghero fu un collegio elettorale uninominale della Repubblica Italiana per l'elezione della Camera dei deputati. Apparteneva alla circoscrizione Sardegna e fu utilizzato per eleggere un deputato nella XII, XIII e XIV legislatura.

## Storia
Venne istituito nel 1993 con la cosiddetta Legge Mattarella (Legge n. 277, Nuove norme per l'elezione della Camera dei deputati), attuata in seguito al referendum abrogativo del 1993. La legge istituì per la Camera dei deputati e per il Senato della Repubblica un sistema di elezione misto, in parte maggioritario e in parte proporzionale. Il 75% dei parlamentari dell'assemblea veniva eletto in collegi uninominali tramite sistema maggioritario a turno unico; il restante 25% alla Camera veniva eletto tramite sistema proporzionale con liste bloccate.
Il collegio venne abolito insieme a tutti gli altri che costituivano la Camera con la promulgazione della legge elettorale successiva, la cosiddetta Legge Calderoli. Questa prevedeva un sistema proporzionale con premio di maggioranza, che alla Camera veniva attribuito a livello nazionale.

## Territorio
Il collegio di Alghero era uno dei 14 collegi uninominali in cui era suddivisa la Sardegna e, come previsto dal D.Lgs. del 20 dicembre 1993 n. 536, era interamente compreso nella provincia di Sassari e comprendeva i seguenti comuni: Alghero, Anela, Banari, Bessude, Bonnanaro, Bono, Bonorva, Borutta, Bottidda, Burgos, Cargeghe, Cheremule, Codrongianos, Cossoine, Esporlatu, Florinas, Giave, Illorai, Ittiri, Mara, Monteleone Rocca Doria, Muros, Olmedo, Ossi, Padria, Ploaghe, Pozzomaggiore, Putifigari, Romana, Semestene, Siligo, Thiesi, Tissi, Torralba, Uri, Usini e Villanova Monteleone.

## Eletti
| Elezione | Elezione     | Deputato          | Partito                    |
| -------- | ------------ | ----------------- | -------------------------- |
|          | 1994         | Antonio Fonnesu   | Polo del Buon Governo (FI) |
|          | 1996         | Francesco Carboni | L'Ulivo - PSd'Az (PDS)     |
| 2001     | L'Ulivo (DS) | Francesco Carboni |                            |

## Dati elettorali

### XII legislatura

#### Risultati proporzionale
| Coalizioni        | Coalizioni                            | Liste                                 | Liste                                 | Voti   | %     |
| ----------------- | ------------------------------------- | ------------------------------------- | ------------------------------------- | ------ | ----- |
|                   | Polo del Buon Governo                 |                                       | Forza Italia                          | 14.770 | 21,33 |
|                   | Polo del Buon Governo                 | Alleanza Nazionale                    | 7.803                                 | 11,27  |       |
| Totale coalizione | Totale coalizione                     | 22.573                                | 32,60                                 |        |       |
|                   | Patto per l'Italia                    |                                       | Patto Segni                           | 15.830 | 22,86 |
|                   | Patto per l'Italia                    | Partito Popolare Italiano             | 5.634                                 | 8,13   |       |
| Totale coalizione | Totale coalizione                     | 21.464                                | 30,99                                 |        |       |
|                   | Progressisti                          |                                       | Partito Democratico della Sinistra    | 13.515 | 19,51 |
|                   | Progressisti                          | Partito della Rifondazione Comunista  | 3.252                                 | 4,70   |       |
|                   | Progressisti                          | Partito Socialista Italiano           | 1.621                                 | 2,34   |       |
|                   | Progressisti                          | Alleanza Democratica                  | 1.468                                 | 2,12   |       |
|                   | Progressisti                          | Federazione dei Verdi                 | 1.157                                 | 1,67   |       |
| Totale coalizione | Totale coalizione                     | 21.013                                | 30,34                                 |        |       |
|                   | Partidu Indipendentista               | Partidu Indipendentista               | Partidu Indipendentista               | 1.648  | 2,38  |
|                   | Lista Pannella                        | Lista Pannella                        | Lista Pannella                        | 1.435  | 2,07  |
|                   | Movimento per la Democrazia - La Rete | Movimento per la Democrazia - La Rete | Movimento per la Democrazia - La Rete | 784    | 1,13  |
|                   | L'Arca                                | L'Arca                                | L'Arca                                | 208    | 0,30  |
|                   | Centro Democratico                    | Centro Democratico                    | Centro Democratico                    | 132    | 0,19  |
| Totale            | Totale                                | Totale                                | Totale                                | 69.257 |       |

#### Risultati uninominale
|                               | Antonio Fonnesu ✔️ Eletto | Polo del Buon Governo (FI - AN - CCD - UDC - PLD) | 23 942 | 34,79 |  |  |  |  |  |
|                               | Francesco Carboni         | Progressisti                                      | 19 570 | 28,44 |  |  |  |  |  |
|                               | Paolo Manca               | Patto per l'Italia                                | 18 281 | 26,57 |  |  |  |  |  |
|                               | Luigi Ruiu                | Partito Sardo d'Azione                            | 3 447  | 5,01  |  |  |  |  |  |
|                               | Antonio Mura              | La Rete - Rinascita e Sardismo - MIRVA            | 1 789  | 2,60  |  |  |  |  |  |
|                               | Giovanni Giuseppe Chessa  | Partidu Indipendentista                           | 1 785  | 2,59  |  |  |  |  |  |
| Totale                        | Totale                    | Totale                                            | 68 814 | 100   |  |  |  |  |  |
|                               |                           |                                                   |        |       |  |  |  |  |  |
| Fonte: Ministero dell'interno |                           |                                                   |        |       |  |  |  |  |  |

### XIII legislatura

#### Risultati proporzionale
| Coalizioni        | Coalizioni                         | Liste                                     | Liste                              | Voti   | %     |
| ----------------- | ---------------------------------- | ----------------------------------------- | ---------------------------------- | ------ | ----- |
|                   | Polo per le Libertà                |                                           | Forza Italia                       | 14.044 | 21,40 |
|                   | Polo per le Libertà                | Alleanza Nazionale                        | 11.362                             | 17,31  |       |
|                   | Polo per le Libertà                | CCD-CDU                                   | 3.441                              | 5,24   |       |
| Totale coalizione | Totale coalizione                  | 28.847                                    | 43,95                              |        |       |
|                   | L'Ulivo - Partito Sardo d'Azione   |                                           | Partito Democratico della Sinistra | 12.939 | 19,72 |
|                   | L'Ulivo - Partito Sardo d'Azione   | Rinnovamento Italiano                     | 6.894                              | 10,51  |       |
|                   | L'Ulivo - Partito Sardo d'Azione   | Popolari per Prodi (PPI-SVP-PRI-UD-Prodi) | 4.028                              | 6,14   |       |
|                   | L'Ulivo - Partito Sardo d'Azione   | Partito Sardo d'Azione                    | 2.402                              | 3,66   |       |
|                   | L'Ulivo - Partito Sardo d'Azione   | Federazione dei Verdi                     | 1.027                              | 1,57   |       |
| Totale coalizione | Totale coalizione                  | 27.290                                    | 41,60                              |        |       |
|                   | Progressisti                       |                                           | Rifondazione Comunista             | 5.499  | 8,38  |
|                   | Sardigna Natzione                  | Sardigna Natzione                         | Sardigna Natzione                  | 2.200  | 3,35  |
|                   | Lista Pannella - Sgarbi            | Lista Pannella - Sgarbi                   | Lista Pannella - Sgarbi            | 1.410  | 2,15  |
|                   | Movimento Sociale Fiamma Tricolore | Movimento Sociale Fiamma Tricolore        | Movimento Sociale Fiamma Tricolore | 374    | 0,57  |
| Totale            | Totale                             | Totale                                    | Totale                             | 65.620 |       |

#### Risultati uninominale
|                               | Francesco Carboni ✔️ Eletto | L'Ulivo - Partito Sardo d'Azione | 34 441 | 52,72 |  |  |  |  |  |
|                               | Pietro Tamponi              | Polo per le Libertà              | 27 113 | 41,50 |  |  |  |  |  |
|                               | Francesco Tiloca            | Sardigna Natzione Indipendentzia | 3 774  | 5,78  |  |  |  |  |  |
| Totale                        | Totale                      | Totale                           | 65 328 | 100   |  |  |  |  |  |
|                               |                             |                                  |        |       |  |  |  |  |  |
| Fonte: Ministero dell'interno |                             |                                  |        |       |  |  |  |  |  |

### XIV legislatura

#### Risultati proporzionale
| Coalizioni        | Coalizioni                                 | Liste                                      | Liste                                      | Voti   | %     |
| ----------------- | ------------------------------------------ | ------------------------------------------ | ------------------------------------------ | ------ | ----- |
|                   | Casa delle Libertà                         |                                            | Forza Italia                               | 17.516 | 26,17 |
|                   | Casa delle Libertà                         | Alleanza Nazionale                         | 9.389                                      | 14,03  |       |
|                   | Casa delle Libertà                         | CCD-CDU                                    | 2.613                                      | 3,90   |       |
|                   | Casa delle Libertà                         | Nuovo PSI                                  | 809                                        | 1,21   |       |
| Totale coalizione | Totale coalizione                          | 30.327                                     | 45,31                                      |        |       |
|                   | L'Ulivo                                    |                                            | Democratici di Sinistra                    | 10.547 | 15,76 |
|                   | L'Ulivo                                    | La Margherita (Dem - PPI - RI- UDEUR)      | 10.339                                     | 15,45  |       |
|                   | L'Ulivo                                    | Il Girasole (FdV - SDI)                    | 1.378                                      | 2,06   |       |
|                   | L'Ulivo                                    | Comunisti Italiani                         | 1.185                                      | 1,77   |       |
| Totale coalizione | Totale coalizione                          | 23.449                                     | 35,04                                      |        |       |
|                   | Partito Sardo d'Azione - Sardigna Natzione | Partito Sardo d'Azione - Sardigna Natzione | Partito Sardo d'Azione - Sardigna Natzione | 3.239  | 4,84  |
|                   | Rifondazione Comunista                     | Rifondazione Comunista                     | Rifondazione Comunista                     | 2.906  | 4,34  |
|                   | Lista Di Pietro                            | Lista Di Pietro                            | Lista Di Pietro                            | 2.359  | 3,52  |
|                   | Lista Amadu                                | Lista Amadu                                | Lista Amadu                                | 2.248  | 3,36  |
|                   | Democrazia Europea                         | Democrazia Europea                         | Democrazia Europea                         | 1.204  | 1,80  |
|                   | Lista Pannella - Bonino                    | Lista Pannella - Bonino                    | Lista Pannella - Bonino                    | 1.091  | 1,63  |
|                   | Paese Nuovo                                | Paese Nuovo                                | Paese Nuovo                                | 83     | 0,12  |
|                   | Abolizione scorporo                        | Abolizione scorporo                        | Abolizione scorporo                        | 33     | 0,05  |
| Totale            | Totale                                     | Totale                                     | Totale                                     | 66.939 |       |

#### Risultati uninominale
|                               | Francesco Carboni ✔️ Eletto  | L'Ulivo                                    | 16 930 | 45,65 |  |  |  |  |  |
|                               | Ignazio Marinaro             | Casa delle Libertà                         | 16 133 | 43,50 |  |  |  |  |  |
|                               | Sabrina Costantino           | Partito Sardo d'Azione - Sardigna Natzione | 1 344  | 3,62  |  |  |  |  |  |
|                               | Andrea Salvatore Frulio      | Democrazia Europea                         | 1 055  | 2,84  |  |  |  |  |  |
|                               | Nicolò Virdis                | Lista Di Pietro                            | 961    | 2,59  |  |  |  |  |  |
|                               | Giovanna Maria Ignazia Salis | Lista Emma Bonino                          | 666    | 1,80  |  |  |  |  |  |
| Totale                        | Totale                       | Totale                                     | 37 089 | 100   |  |  |  |  |  |
|                               |                              |                                            |        |       |  |  |  |  |  |
| Fonte: Ministero dell'interno |                              |                                            |        |       |  |  |  |  |  |